# Agora São Paulo
O Agora São Paulo, também conhecido apenas como Agora, foi um jornal brasileiro editado em São Paulo pela Empresa Folha da Manhã S.A., também proprietária da Folha de S.Paulo, pertencente ao Grupo Folha. Começou a circular em 1999, em substituição à Folha da Tarde. O Agora era líder entre os jornais populares paulistas e o mais vendido em bancas no Estado de São Paulo. Em janeiro de 2016, registrou venda diária média de 84 018 exemplares.
Foi um jornal popular, caracterizado por sua escrita simples, fontes grandes e uso de artes didáticas, o que facilitava o entendimento dos temas. O principal foco das manchetes eram assuntos relacionados à aposentadoria e ao INSS.

## História
A Folha da Tarde circulou pela primeira vez em 22 de novembro de 1924, por pouco mais de um mês, para contornar a proibição imposta pelo governo da época ao jornal Folha da Noite, impedido de ir às bancas. Em 1949, o jornal voltou a ser publicado, com a Folha da Manhã e a Folha da Noite. Em 1º de janeiro de 1960, esses três jornais se juntaram para dar origem à Folha de S.Paulo.
Em 19 de outubro de 1967, a Empresa Folha da Manhã lançou um novo jornal com o título de Folha da Tarde, que foi publicado ininterruptamente até 21 de março de 1999. Em 22 de março desse ano, o jornal mudou de projeto gráfico e de nome, passando a se chamar Agora São Paulo, nome escolhido por meio de uma pesquisa efetuada entre os leitores.

### Fim
Em 24 de novembro de 2021, o Grupo Folha anunciou o fim do periódico, tendo a última edição lançada em 28 de novembro do mesmo ano, após 8 288 números e 22 anos de publicações ininterruptas.

## Cadernos
Cadernos diários
- Zapping e Olá!
- Nas Ruas (São Paulo)
- Polícia
- Torpedos
- Grana
- Trabalho
- Defesa do Cidadão
- Dicas
- Defesa do Aposentado
- Brasil
- Mundo
- Vencer
- Show
- Classificados

Cadernos semanais
- Máquina e Moto Máquina
- Casa Própria
- Revista da Hora
- ShowTV! (extinto)

## Prêmios
Prêmio Vladimir Herzog
Prêmio Vladimir Herzog de Fotografia
| Ano  | Obra                                                    | Veículo de mídia | Autor                 | Resultado |
| ---- | ------------------------------------------------------- | ---------------- | --------------------- | --------- |
| 2015 | “Haitiano toma banho em mictório” Ronny José dos Santos | Agora            | Ronny José dos Santos | Venceu    |

Menção honrosa do Prêmio Vladimir Herzog por Fotografia
| Ano  | Obra                                                      | Veículo de mídia         | Autor       | Resultado |
| ---- | --------------------------------------------------------- | ------------------------ | ----------- | --------- |
| 2003 | Fotografia "Assassinato do Repórter Fotográfico La Costa" | Agora e Folha de S.Paulo | André Porto | Venceu    |